# Phyllogomphoides suasus
Phyllogomphoides suasus – gatunek ważki z rodziny gadziogłówkowatych (Gomphidae). Występuje na terenie Ameryki Środkowej.